# Torta pasqualina
La torta pasqualina es una torta, normalmente salada, típica de Liguria (más exactamente del Genovesado) que se prepara en varias localidades italianas con diferentes características (a veces también en versiones dulces). Cocida al horno, es típica de la época pascual.
A finales del siglo XIX arribó una gran inmigración italiana en Argentina y Uruguay donde se denomina pascualina solo a la masa y tarta a la comida completa. Cuando la tarta es cerrada y en forma de semicírculo también se le dice calzoni o calzón] Esta comida con el paso del tiempo pasa a ser parte de la comida típica rioplatense. En Perú, país donde los primeros inmigrantes italianos arribaron a inicios del siglo XX, se le conoce como pastel de acelga.

## Descripción
Se prepara extendiendo hojas finísimas de masa hecha con harina y aceite de oliva (sin levadura). Las hojas empleadas para el fondo deben ser más grandes que el molde, y en este punto de la preparación colgarán por fuera. Se extienden dos hojas, unas sobre la otra. Entonces se vierte el relleno, hecho con espinacas, acelgas o alcachofas cortadas finas y salteadas con ajo, huevo, queso rallado, sal, nuez moscada (la prescinseûa del dialecto genovés) y mejorana u orégano picado. En el relleno se practican, con ayuda de una cuchara, unos huecos en los que depositar huevos enteros, que quedarán duros durante el horneado. La torta pasqualina tradicional se hace solo con acelga, pues en la época pascual las alcachofas eran caras.
Entonces se extienden las hojas superiores, al menos dos, muy finas, engrasándolas entre ellas para evitar que se peguen, y se sopla con ayuda de una pajita para crear un hueco entre ambas, a modo de cámara de aire. Se enrollan las hojas en los bordes del molde hacia el interior, creando una doblez decorativa, y se cuece al horno. Cuando termine de cocerse, la torta rellena tendrá un agradable aspecto de plenitud.
La torta pasqualina es típica de Semana Santa. Representa la cumbre de la comida pascual y en el pasado era la apoteosis de la habilidad de las amas de casa, que cuenta la leyenda eran capaces de superponer hasta treinta hojas de masa como homenaje a la edad de Cristo.
Una variante para otras épocas incluye el uso de remolacha, calabaza, berenjenas, u otra verdura en lugar de alcachofa.
La existencia de la torta pasqualina genovesa está documentada en el siglo XVI, cuando el escritor Ortensio Lando la cita en el Catalogo delli inventori delle cose che si mangiano et si bevano (‘Catálogo de inventores de las cosas que se comen y se beben’), aunque entonces era conocida como gattafura.
En siglos pasados los huevos y el queso, ingredientes esenciales de la pasqualina, eran alimentos que solo se comían en grandes ocasiones.
En la Ventimiglia se añaden hierbas salvajes al relleno (cosconilla, ortiga, cerraja, canónigo) en lugar de acelga y borraja.

Es muy común en Argentina, Paraguay y Uruguay, donde se conoce como torta pascualina, tarta pascualina o pascualina a secas.

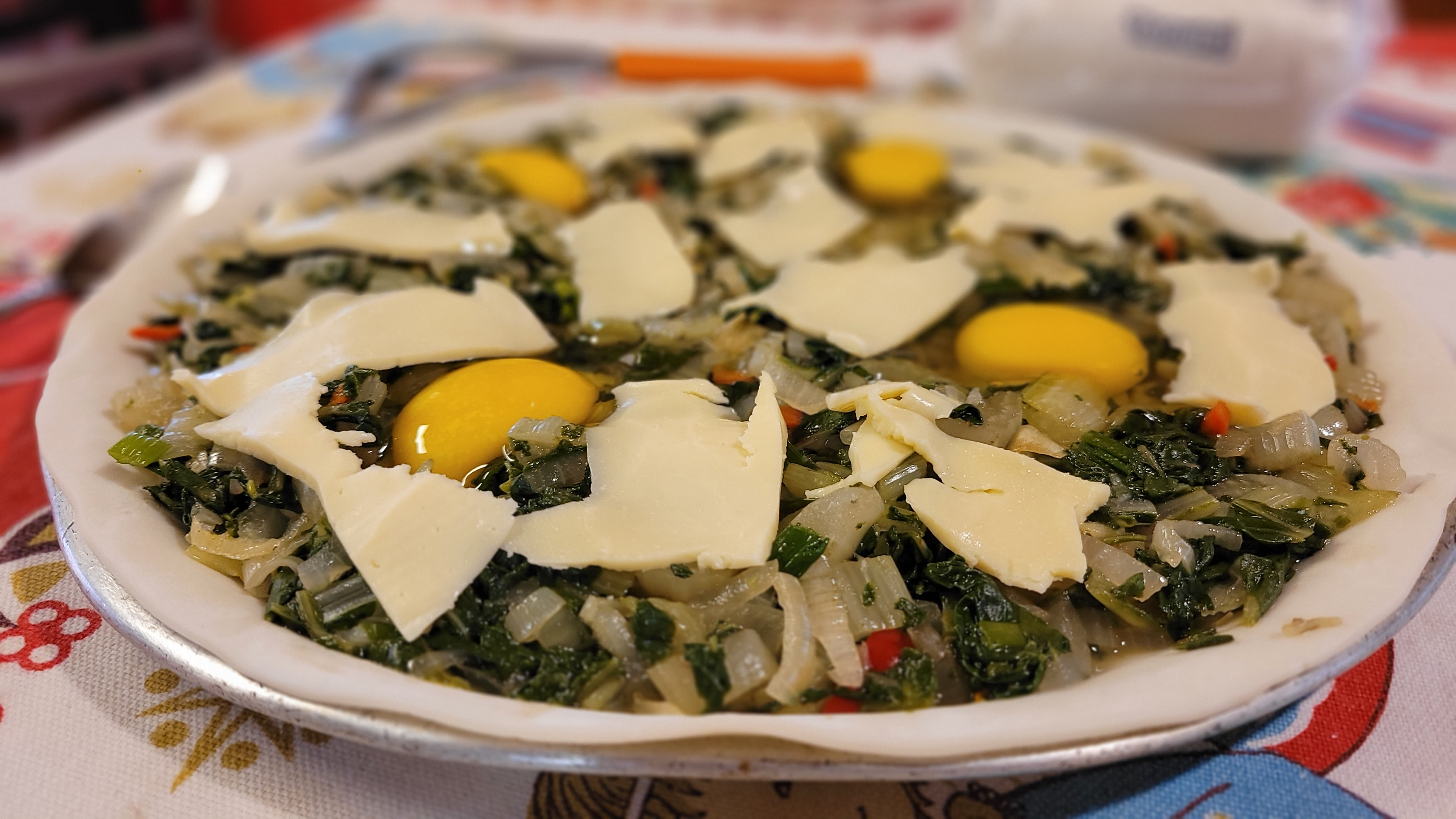
Preparación
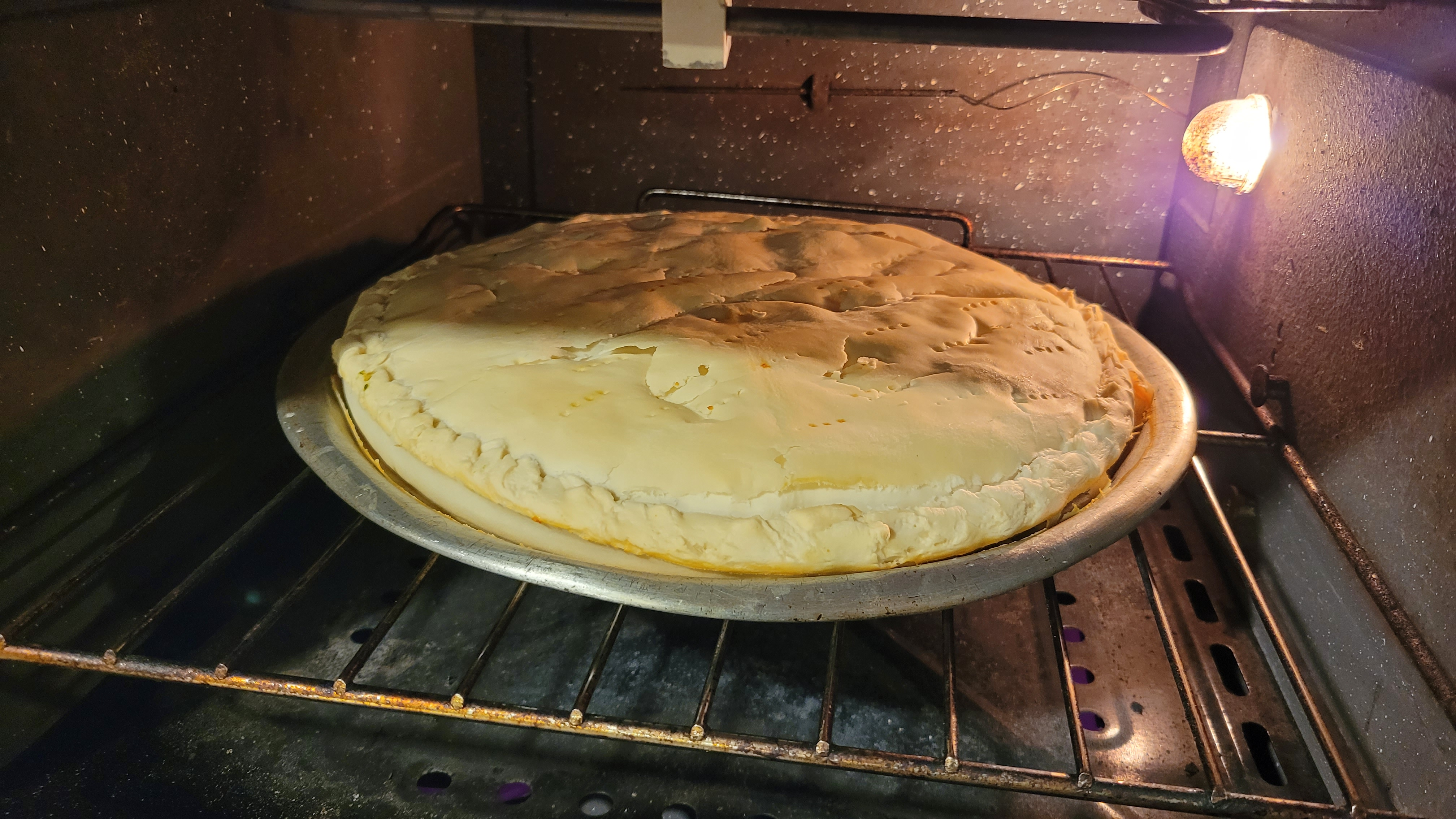
En horno
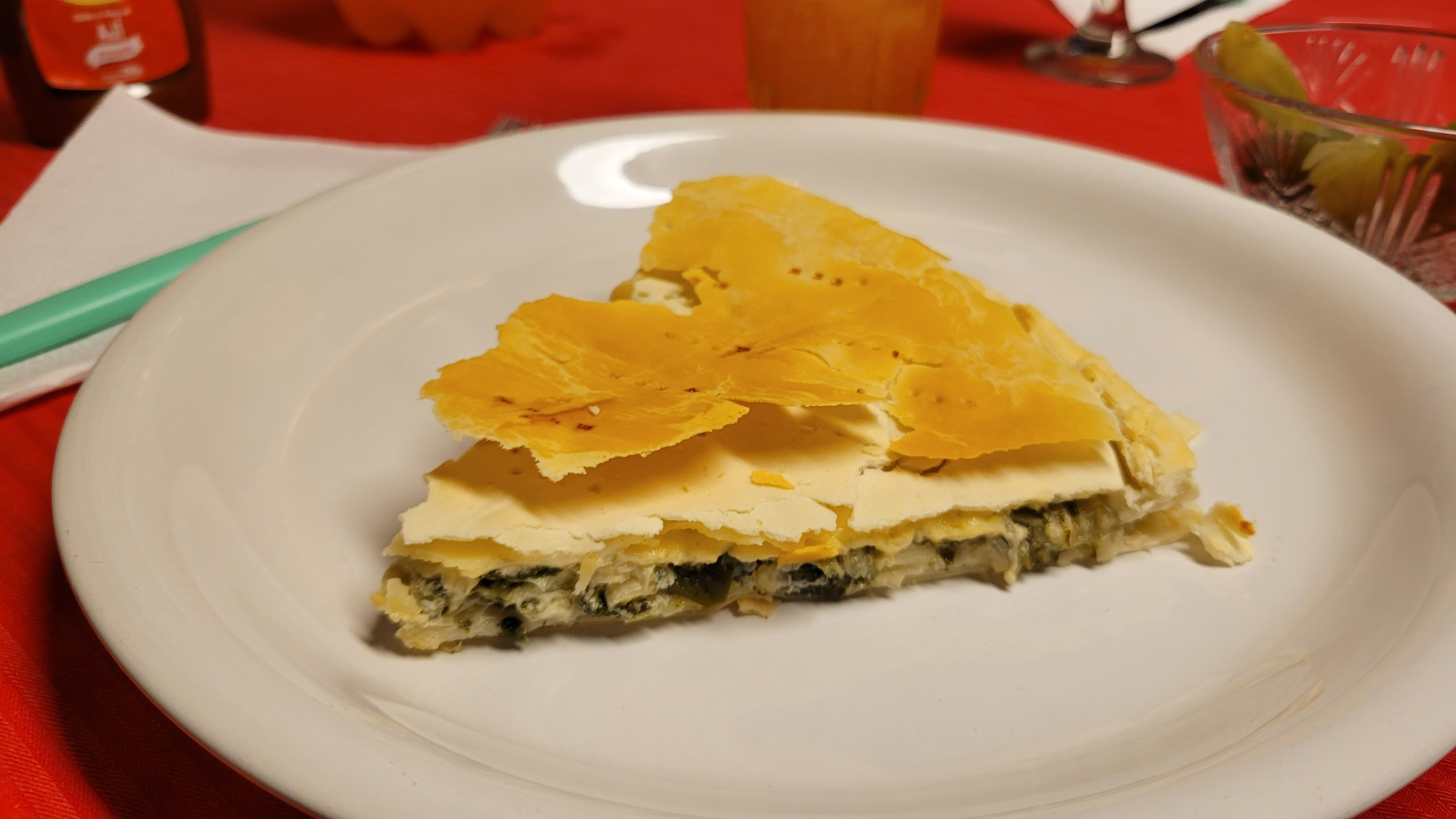
Porción
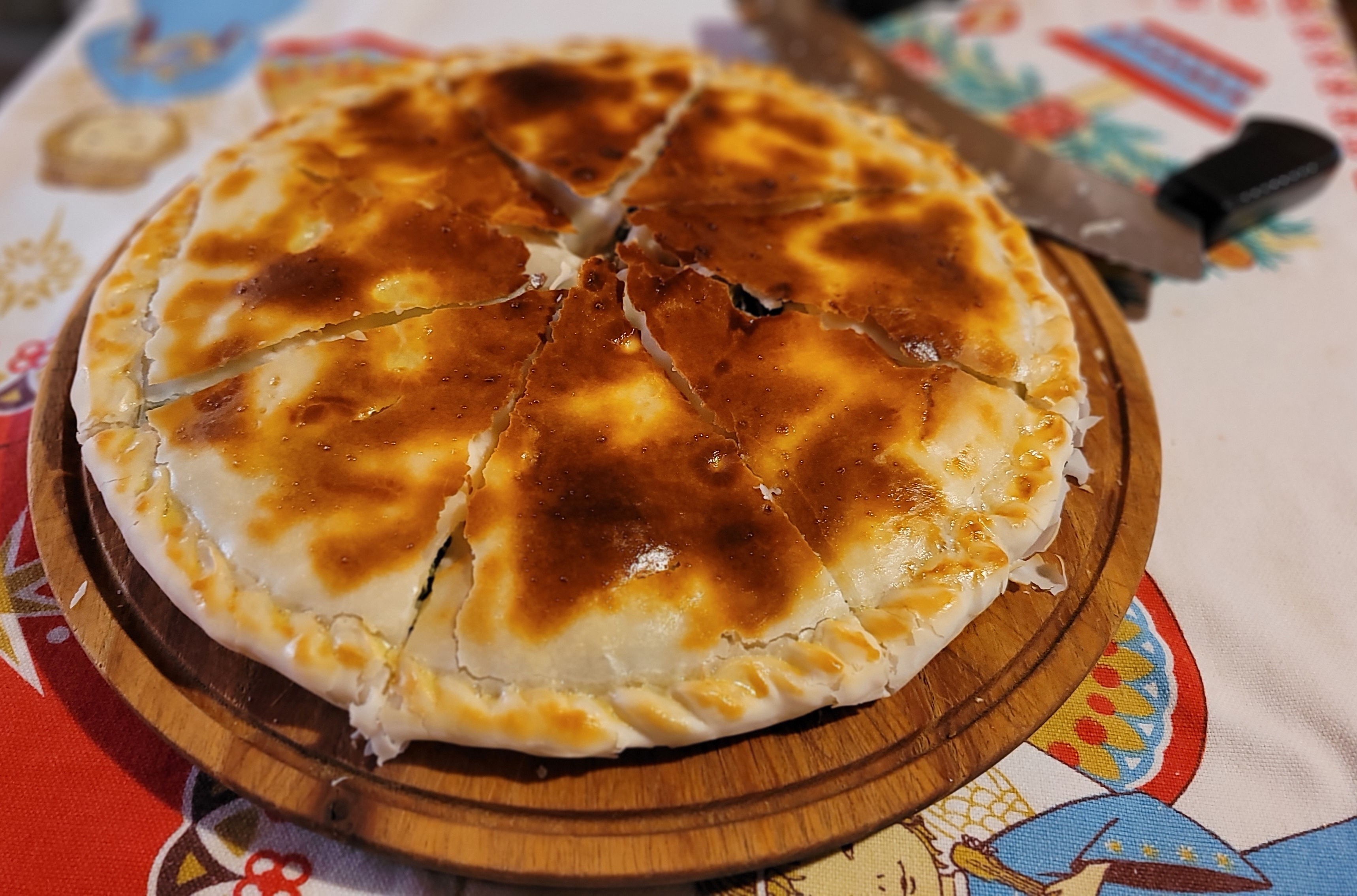
Presentación
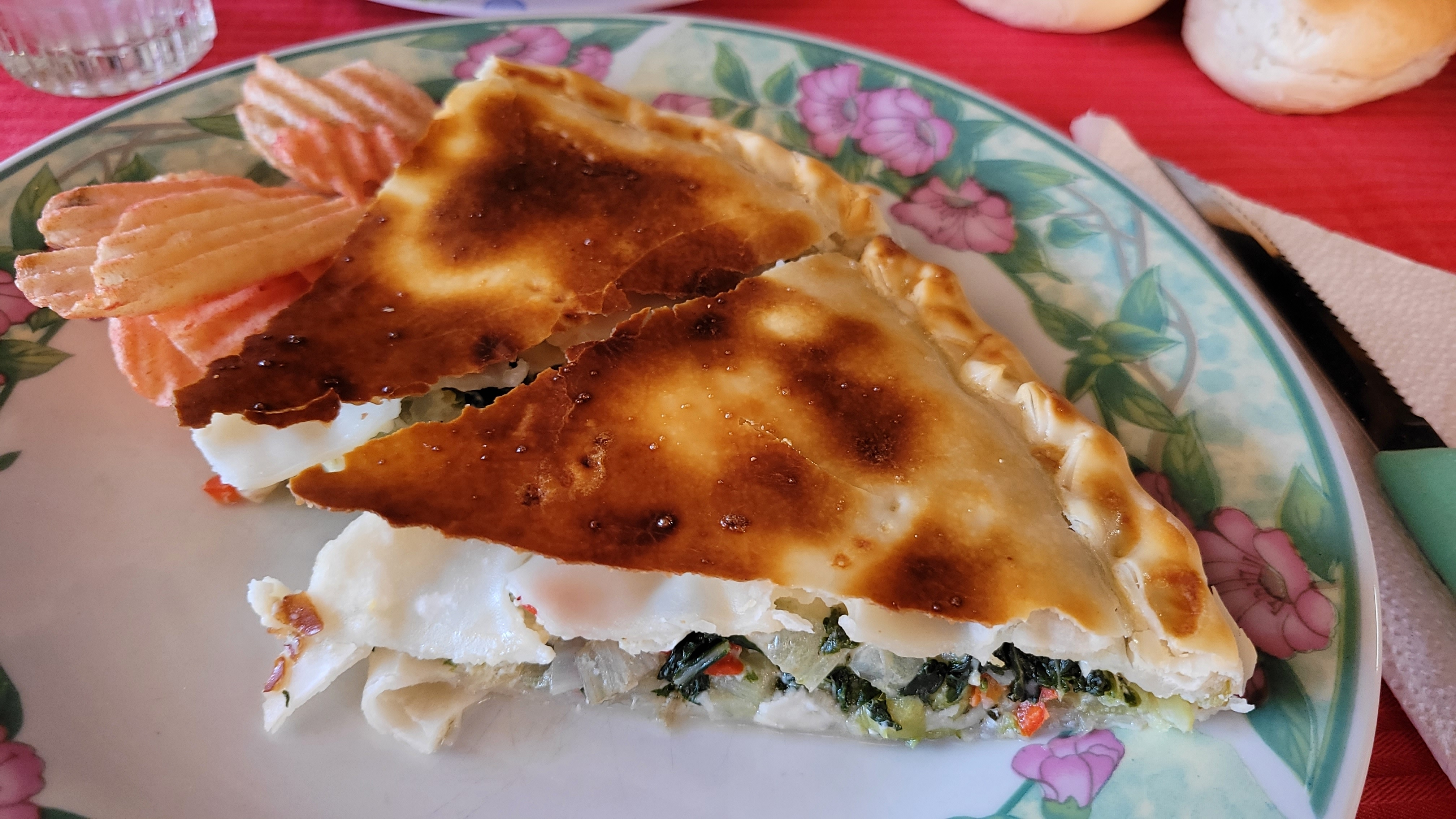
Porciones
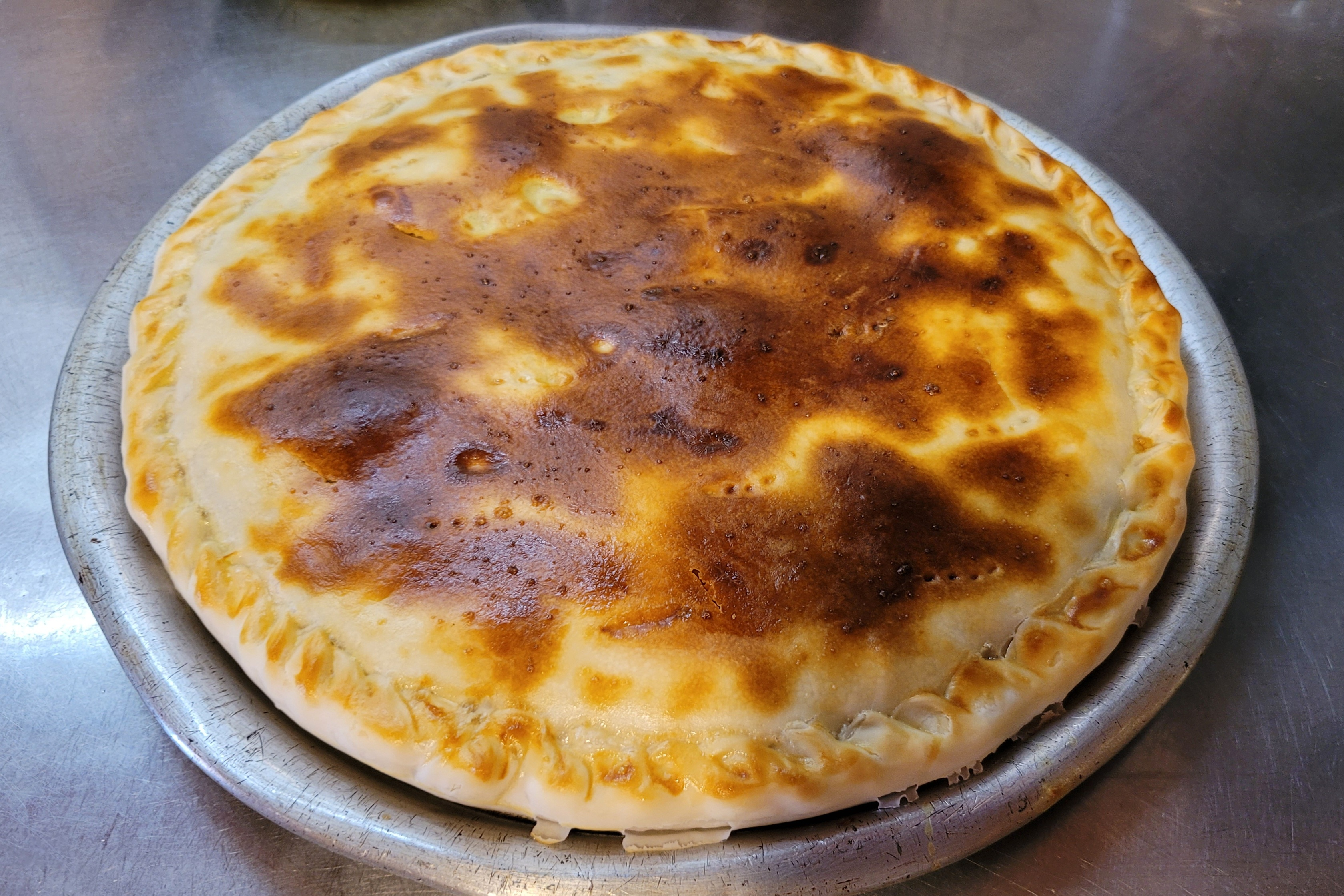
Pascualina argentina
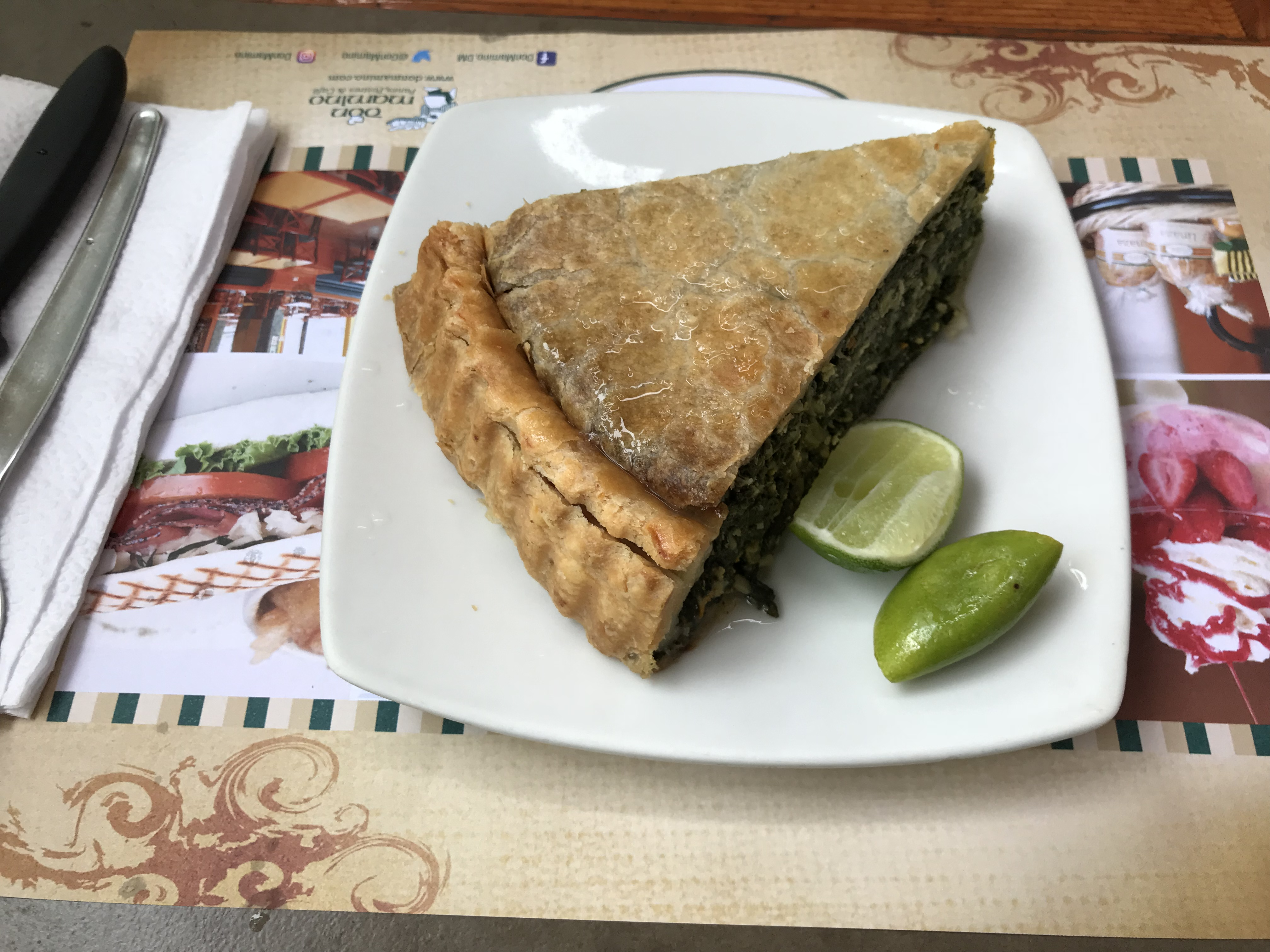
Pastel de acelga (Perú)